# Bitwa koło wyspy Rennell
Bitwa koło wyspy Rennell – bitwa powietrzno-morska, stoczona w dniach 29 i 30 stycznia 1943 roku, na południowym Pacyfiku pomiędzy wyspami Guadalcanal i Rennell w archipelagu Wysp Salomona, pomiędzy japońskimi samolotami torpedowymi 11. Floty Powietrznej a amerykańskimi okrętami należącymi do Task Force 18, ostatnie większe starcie podczas kampanii na Guadalcanalu. Wieczorem pierwszego i po południu drugiego dnia bitwy japońscy lotnicy startujący z baz lądowych przeprowadzili skuteczne ataki torpedowe na zespół jednostek przeciwnika. W ich wyniku po stronie amerykańskiej zatopiony został ciężki krążownik „Chicago”, uszkodzony niszczyciel „La Vallette” oraz zabitych 85 marynarzy, strona japońska straciła 12 maszyn z załogami. W efekcie dowództwo US Navy zostało zmuszone do wycofania części okrętów z obszaru archipelagu, co ułatwiło Japończykom przeprowadzenie ewakuacji garnizonu Guadalcanalu, ale nie miało większego wpływu na ostateczny efekt kampanii.

## Przyczyny
Pomimo taktycznego zwycięstwa w bitwie koło przylądka Tassafaronga 30 listopada 1942 roku, sytuacja wojsk japońskich walczących na Guadalcanalu stale się pogarszała. Marynarka cesarska nie była w stanie zapewnić dowozu zaopatrzenia i ludzi, niezbędnych dla zastąpienia wyczerpanych walką, chorobami i głodem żołnierzy. W grudniu, wobec postępów nacierających wojsk amerykańskich, japońskie dowództwo zaczęło rozumieć konieczność ewakuacji ocalałej części garnizonu wyspy. Pierwszy raz taka propozycja padła ze strony dowództwa floty 12 grudnia. Spotkała się ona początkowo ze zdecydowanym oporem przedstawicieli armii, która dysponowała w Rabaulu około 50 000 żołnierzy, gotowych do transportu na Guadalcanal. Jednak dowodzący obroną wyspy generał Harukichi Hyakutake sprzeciwił się temu, wskazując na niemożność zaopatrzenia takiej liczby ludzi przy niemal całkowitym panowaniu Amerykanów w powietrzu i na okolicznych wodach.
31 grudnia 1942 roku, na naradzie w cesarskiej kwaterze głównej (Daihon'ei), w obecności cesarza podjęto decyzję o ewakuacji pozostałych obrońców Guadalcanalu. Operacji nadano kryptonim Ke i początkowo ustalono jej termin na 14 stycznia 1943 roku. Ponieważ zadanie to wymagało uzyskania czasowej przewagi w powietrzu przez lotnictwo japońskie oraz koncentracji odpowiednich sił morskich w Rabaulu, przesunięto go później na 30 stycznia, ustalając jednocześnie termin rozpoczęcia ofensywy lotniczej na 28 stycznia.
Zwiększona aktywność japońskiego lotnictwa oraz stała obecność jednostek morskich w Rabaulu, w połączeniu z wcześniejszymi wiadomościami o skoncentrowanych tam oddziałach przeznaczonych do przerzutu na Guadalcanal dała amerykańskiemu wywiadowi podstawy do wnioskowania o mającej nastąpić akcji wzmocnienia japońskiej obrony wyspy. Dowodzący amerykańskimi siłami morskimi w rejonie Wysp Salomona admirał William F. Halsey, obarczony dodatkowo zadaniem przetransportowania na wyspę własnych oddziałów dla zluzowania wyczerpanej 2. Dywizji Piechoty Morskiej, opracował plan złożonej operacji morskiej, która miała zabezpieczyć własną akcję konwojową i jednocześnie wykluczyć ofensywne działania japońskiej marynarki.
Admirał Halsey miał do dyspozycji 48 okrętów różnych klas (dwa lotniskowce, dwa lotniskowce eskortowe, trzy pancerniki, trzy ciężkie i dziewięć lekkich krążowników oraz 29 niszczycieli), podzielonych na pięć zespołów operacyjnych (TF: 11, 16, 18, 62 i 67) oraz wydzieloną grupę TG 62.8 – konwój czterech transportowców wojska osłanianych przez cztery niszczyciele. Konwój ten miał dostarczyć żołnierzy na Guadalcanal, zaś bezpośrednią osłonę podczas ostatniej fazy rejsu i rozładunku miał mu zapewnić TF 18, dowodzony przez kontradmirała Roberta C. Giffena: krążowniki ciężkie „Wichita” (okręt flagowy), „Chicago” i „Louisville”; lekkie: „Montpellier” (okręt flagowy kontradmirała Aarona S. Merrilla), „Cleveland” i „Columbia”; lotniskowce eskortowe „Chenango” i „Suwannee” oraz niszczyciele „La Vallette”, „Waller”, „Conway”, „Frazier”, „Chevalier”, „Edwards”, „Mead” i „Taylor”.

## Bitwa

### Pierwsze działania

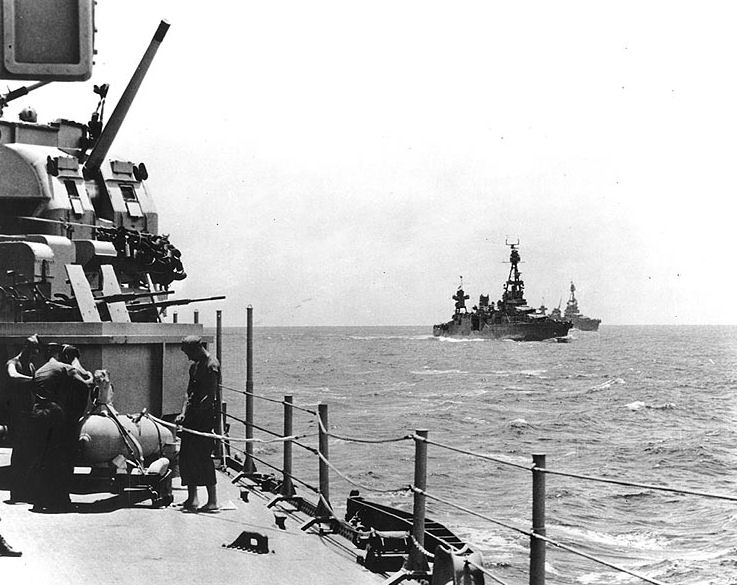
Krążowniki „Chicago” i „Louisville” widziane z pokładu „Wichity”

Okręty TF 18 wyruszyły z Éfaté na Nowych Hebrydach 27 stycznia. Dwa dni później wieczorem, około 15 mil morskich na południowy zachód od Guadalcanalu, miały spotkać się z konwojem TG 62.8 płynącym z Tulagi i towarzyszyć mu do czasu ukończenia rozładunku wojsk. Pozostałe zespoły floty admirała Halseya pozostawały w pogotowiu, oczekując w odległości od 250 do 400 mil za obiema grupami okrętów na ewentualną reakcję strony japońskiej.
Kontradmirał Giffen nie miał doświadczenia w operowaniu na Pacyfiku: został niedawno przeniesiony z Europy, gdzie współdziałał z Royal Navy w bitwie o Atlantyk. Stąd wzięło się jego poważne traktowanie zagrożenia ze strony japońskich okrętów podwodnych, o których możliwej obecności donosiły dane wywiadowcze, przy jednoczesnym lekceważeniu sił powietrznych przeciwnika. Rankiem 29 stycznia dowódca TF 18 podjął decyzję o pozostawieniu z tyłu opóźniających jego marsz lotniskowców eskortowych (ich maksymalna prędkość, nie przekraczająca 18 węzłów była dodatkowo ograniczona koniecznością manewrowania przy startach i lądowaniach samolotów pokładowych) wraz z dwoma niszczycielami eskorty i płynięciu pozostałymi okrętami z prędkością 24 węzłów na wyznaczone spotkanie z konwojem. Przyjął przy tym szyk marszowy odpowiedni dla odpierania zagrożenia ze strony okrętów podwodnych: krążowniki zostały ustawione w dwóch kolumnach: ciężkie (kolejno „Wichita”, „Chicago” i „Louisville”) w prawej, lekkie („Montpellier”, „Cleveland” i „Columbia”) w lewej, sześć niszczycieli tworzyło półkole około dwóch mil przed kolumnami krążowników.
Ruchy amerykańskiej floty zostały dość wcześnie wykryte przez patrolujące wody archipelagu japońskie okręty podwodne, które zaalarmowały dowództwo w Rabaulu. Wysłane samoloty rozpoznawcze odnalazły zespół Giffena po południu 29 stycznia i podjęły śledzenie jego ruchów. Z powodu nakazanej przez Amerykanów ciszy radiowej patrol powietrzny z pozostawionych w tyle lotniskowców eskortowych nie był w stanie bez naprowadzania radiowego odpędzić ich lub zestrzelić. Dzięki temu japońskie dowództwo uzyskiwało aktualne informacje o poczynaniach przeciwnika i mogło przygotować kontrakcję własnego lotnictwa z baz lądowych. Gdy przed 19.00 amerykańskie samoloty powróciły na pokłady macierzystych jednostek, kontradmirał Giffen, nie spodziewając się już przy zapadającym zmierzchu aktywności japońskiego lotnictwa, zdecydował o zawieszeniu do rana lotów patrolowych. Tymczasem do TF 18 zbliżało się 31 samolotów bombowo-torpedowych Mitsubishi G3M oraz Mitsubishi G4M (wystartowały 32, jeden z nich zawrócił z powodu awarii) z 701 oraz 705 Kokutai, podległych dowódcy floty obszaru południowo-wschodniego (Nantō Hōmen Kantai, obejmujący rejon Wysp Salomona i Nowej Gwinei), wiceadmirałowi Jin’ichi Kusace. Akcją w powietrzu kierował bezpośrednio dowódca 701 Kokutai, komandor podporucznik Joji Hagai. Obie japońskie formacje miały w składzie pilotów przeszkolonych w nocnych atakach torpedowych, niektórzy z nich byli weteranami wcześniejszych starć, między innymi bitwy pod Kuantanem.

### 29 stycznia
Japońskie samoloty po dotarciu w pobliże TF 18 nie podjęły natychmiastowego ataku, oczekując na zapadnięcie ciemności. Kontradmirał Giffen, pomimo wykrycia ich obecności, zagrażającej całości operacji, nie podjął żadnych działań, aby zmniejszyć niebezpieczeństwo: nie złamał ciszy radiowej, by zażądać wsparcia samolotów pokładowych z pozostawionych lotniskowców eskortowych, nie zmienił również szyku na bardziej odpowiedni do odpierania ataków powietrznych, pozostał przy tym samym kursie i prędkości własnych okrętów. Komandor Higai podzielił swoje maszyny na dwie grupy: jako pierwsza, około 19.20, zaatakowała 705 Kokutai komandora porucznika Nakamury. Zespół amerykański znajdował się wówczas około 50 mil morskich na północ od wyspy Rennell.
Japończycy zaatakowali od strony południowo-wschodniej, korzystając z kryjącego je zmierzchu i mając przed sobą amerykańskie okręty na tle rozświetlonego jeszcze zachodniego nieba. Pomimo tego żadna z rzuconych torped nie trafiła, wszystkie zostały wymanewrowane przez jednostki TF 18, chociaż jedna przeszła niebezpiecznie blisko dziobu „Louisville”. Artyleria przeciwlotnicza zestrzeliła jeden z samolotów. Admirał Giffen sądząc, że był to jedyny atak przeciwnika tego wieczoru, nakazał powrót okrętów na wcześniejszy kurs i zaprzestanie zygzakowania, aby zdążyć na zaplanowane spotkanie z konwojem. Tymczasem pozostałe japońskie samoloty, z 701 Kokutai, przystąpiły do nalotu podzielone na dwie grupy. Podobnie jak dla 705 Kokutai, celem była prawa kolumna ciężkich krążowników, a po zrzuceniu torped okręty były także ostrzeliwane z broni maszynowej. Wcześniej szyk amerykański został oświetlony różnokolorowymi flarami, wskazującymi kurs, kierunek i prędkość celów. Pierwsza grupa również nie odniosła sukcesów: jedna z torped trafiła co prawda w „Louisville”, ale nie eksplodowała, inna została wymanewrowana przez „Chicago”, przechodząc przed dziobem krążownika. Amerykańscy artylerzyści zestrzelili dwa z atakujących samolotów.
Kolejny, ostatni atak został kilka minut później poprowadzony osobiście przez komandora Hagai. Jego samolot, trafiony pociskiem przeciwlotniczym (Amerykanie używali przy odpieraniu nalotów pocisków z nowymi zapalnikami zbliżeniowymi), spadł płonąc przed dziobem „Chicago”, a rozlane paliwo spowodowało wybuch pożaru na pokładzie okrętu. Oświetlony płomieniami krążownik został zaatakowany przez pozostałe samoloty, które uzyskały dwa trafienia torpedami w prawą burtę. Jedna zniszczyła przedział tylnej maszynowni, druga kotłownię nr 3. Wkrótce zalane zostały sąsiednia kotłownia nr 4 i przednia maszynownia. Okręt zastopował z przegłębieniem na rufę i przechyłem na prawą burtę. Jedną torpedą trafiona została także „Wichita”, ale szczęśliwie jej głowica, podobnie jak w przypadku „Louisville”, nie eksplodowała.
Załoga uszkodzonego krążownika, dowodzona przez komandora Ralpha O. Davisa, zdołała wkrótce opanować pożar i zmniejszyć ilość napływającej do wnętrza kadłuba wody. Kontradmirał Giffen, widząc szansę na uratowanie okrętu zrezygnował z podążania na wyznaczone spotkanie z konwojem, nakazał zespołowi zmianę kursu i zmniejszenie prędkości, aby ograniczyć mogące zdradzić ich pozycję fosforyzujące odkosy fal oraz pozostanie przy unieruchomionej jednostce. „Louisville” miał wziąć „Chicago” na hol i płynąć w stronę bazy floty na Espiritu Santo, pozostałe okręty zaś eskortować je. Po założeniu liny holowniczej, już po północy 30 stycznia, cały zespół wyruszył w drogę z prędkością zaledwie czterech węzłów. Japońskim lotnikom, krążącym wciąż w rejonie starcia, nie udało się ponownie nawiązać kontaktu bojowego z amerykańskimi okrętami.

### 30 stycznia

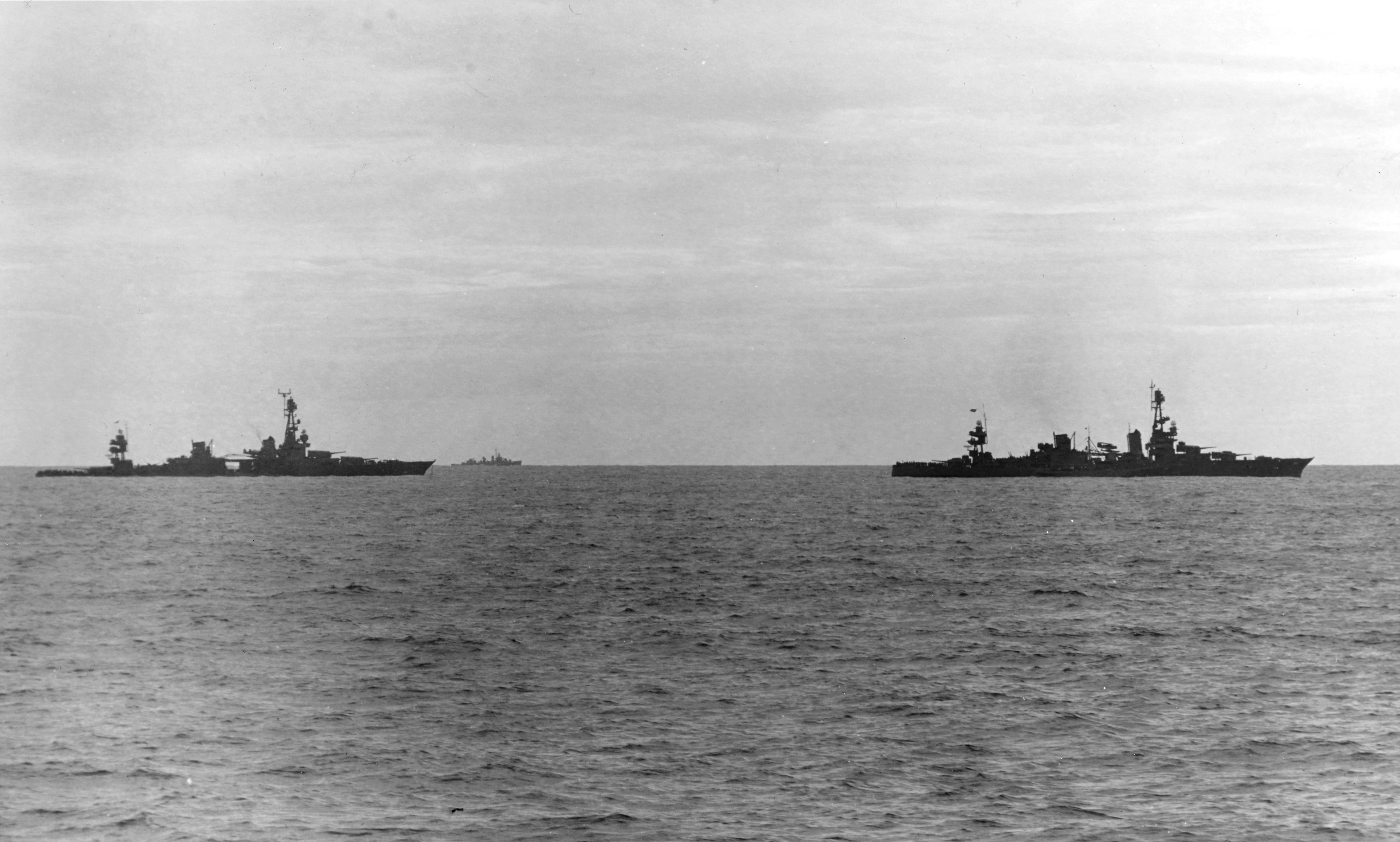
„Louisville” holujący „Chicago” rankiem 30 stycznia

Na wieść o starciu i uszkodzeniu „Chicago”, admirał Halsey rozkazał lotniskowcom eskortowym „Chenango” i „Suwanee” podążać w stronę TF 18 i zapewnić mu od rana osłonę z powietrza. Zwrócił również w tym kierunku lotniskowiec „Enterprise”, który był najbliżej miejsca wieczornej bitwy. Z Noumei wyszedł w morze holownik oceaniczny „Navajo”, który miał przejąć zadanie holowania krążownika.
Noc na amerykańskich okrętach minęła spokojnie, chociaż kadłub „Chicago” pomimo wysiłków załogi nabierał coraz więcej wody. Po wschodzie słońca nad zespołem pojawiły się pierwsze myśliwce Grumman F4F Wildcat. Jednak dowodzący siłami japońskimi w Rabaulu admirał Kusaka nie zamierzał zrezygnować z szansy zadania przeciwnikowi poważnej straty. Wczesnym popołudniem wysłane przez niego samoloty rozpoznawcze zlokalizowały zarówno „Enterprise” jak i TF 18. Z lotniska w Buka na Nowej Gwinei wystartowało 11 samolotów G4M należących do 751 Kokutai z Kaviengu. Dowodził nimi komandor podporucznik Kazuo Nishioka. Bombowce zostały wkrótce zauważone przez australijskich strażników wybrzeża na wyspach archipelagu i ostrzeżenie o kierującej się na Rennell formacji zostało przekazane amerykańskiemu dowództwu. 
Około 15.00 „Navajo” przejął holowanie uszkodzonego okrętu a pozostałe krążowniki TF 18, zgodnie z otrzymanym od admirała Halseya rozkazem, odpłynęły na północ, kierując się do Éfaté. Przy „Chicago” pozostało jedynie sześć niszczycieli eskorty, co oznaczało znaczące zmniejszenie siły artylerii przeciwlotniczej. Około 15.40 piloci Wildcatów zauważyli samotny japoński bombowiec i czterech z nich rozpoczęło pościg. Zakończył się on sukcesem, ale spowodował kolejne osłabienie siły defensywnej amerykańskiego zespołu. Formacja komandora Nishioki kierowała się początkowo w stronę lotniskowca „Enterprise”, ale obawa przed starciem niedoświadczonych japońskich pilotów z silną osłoną myśliwców spowodowała, że podjął on decyzję o zaatakowaniu łatwiejszego celu, jakim był niezdolny do manewrowania i słabiej broniony „Chicago”.
Wkrótce po 16.00 japońskie bombowce dotarły w pobliże „Navajo” i „Chicago”. Ścigające je Wildcaty z „Enterprise” zdołały wprawdzie zestrzelić trzy maszyny przeciwnika, ale pozostałe wykonały skuteczny atak torpedowy: jedna z torped trafiła niszczyciel „La Vallette”, usiłujący postawić zaporę ogniową pomiędzy atakującymi a uszkodzonym krążownikiem, cztery kolejne zaś uderzyły o 16.24 w już rozbitą, prawą burtę „Chicago”. Wobec nagłego napływu wody do wnętrza kadłuba jasnym się stało, że okrętu nie da się uratować. Komandor Davis dał rozkaz ewakuacji załogi, a „Navajo” odciął linę holowniczą. Po mniej niż pół godzinie od ataku „Chicago” przewrócił się na prawą burtę i zatonął rufą naprzód, z wciąż powiewającą banderą. Zginęło na nim sześciu oficerów i 56 marynarzy, pozostałych 1069 (według innych źródeł 1049 lub 1024) wyratowały towarzyszące okręty. „La Vallette” miał zniszczoną eksplozją przednią maszynownię i kotłownię, ale utrzymywał się na wodzie i przy pomocy „Navajo” dopłynął wkrótce do bazy na Espiritu Santo. Zginął na nim jeden oficer oraz 21 marynarzy. Stratą niebojową była śmierć jednego z pilotów dywizjonu VF-10 z lotniskowca „Enterprise”, którego Wildcat jeszcze przed rozpoczęciem bitwy wpadł do morza podczas podchodzenia do lądowania.
Już po zrzuceniu przez japońskie bombowce torped cztery z nich zostały zestrzelone a trzy kolejne uszkodzone przez pilotów Wildcatów bądź artylerię okrętową. Ogółem ich straty wyniosły 12 maszyn z większością załóg (z reguły od pięciu do siedmiu osób w samolocie), w tym jednego z najlepszych wówczas pilotów torpedowych marynarki, komandora Hagai.

## Skutki
Japońska kwatera główna ogłosiła wielkie zwycięstwo własnych lotników: mieli oni jakoby zatopić pancernik i trzy krążowniki oraz uszkodzić dalsze jednostki. W rzeczywistości odnieśli niewielkie taktyczne zwycięstwo, zatapiając „Chicago”, ale główny cel amerykańskich działań został osiągnięty: konwój TF 62.8 dotarł bezpiecznie, nie niepokojony przez przeciwnika do przylądka Lunga, wzmacniając siły Marines na Guadalcanalu o kolejne kilka tysięcy żołnierzy. Prowadzona w pierwszym tygodniu lutego przez Japończyków operacja Ke, ewakuacja garnizonu Guadalcanalu, pozwoliła im wywieźć z wyspy około 13 000 żołnierzy. 9 lutego Amerykanie ogłosili zdobycie Guadalcanalu.
Ocena dowodzenia zespołem okrętów przez kontradmirała Giffena wypadła negatywnie. Jego przełożeni: admirałowie Halsey i Nimitz wyrażali się krytycznie o sposobie prowadzenia przez niego swych jednostek, ale ostatecznie nie miało to większego wpływu na jego wojskową karierę. Dowódcy amerykańscy próbowali zresztą ukryć początkowo utratę krążownika przed opinią publiczną, a Nimitz zapowiedział swoim oficerom sztabowym, że „zastrzeli każdego, kto dopuści się przecieku do prasy”.